# Nordsolvær
Nordsolvær est une localité du comté de Nordland, en Norvège.

## Géographie
Administrativement, Nordsolvær fait partie de la kommune de Lurøy.